# Eric Northman
Eric Northman è un personaggio immaginario del Ciclo di Sookie Stackhouse, una serie di romanzi scritti da Charlaine Harris.
Eric è un vampiro che viene introdotto nel primo romanzo della serie, Finché non cala il buio (Dead Until Dark), ed appare in tutti i romanzi successivi.
Nella serie televisiva della HBO True Blood, basata sui romanzi della Harris, Eric è interpretato dall'attore svedese Alexander Skarsgård.

## Biografia del personaggio

### Vita umana
Nei romanzi, Eric viene ritratto come un arrogante dal passato misterioso. Poco viene rivelato del suo passato: solo a partire dal nono romanzo, Morto e spacciato, si scoprono le origini vichinghe, quando già all'età di dodici anni era considerato un uomo. A sedici anni sposò Aude, vedova di suo fratello. La coppia ebbe sei figli, ma solo tre sopravvissero, due maschi e una femmina. Aude morì di peste dopo la nascita del sesto figlio, quando Eric era poco più che ventenne.
Eric è stato trasformato dal vampiro romano Appio Livio Ocella (nella serie televisiva il suo creatore è Godric), costretto a diventare il suo amante dopo la trasformazione. Nel XX secolo Appio Livio Ocella, per esprimere la sua avversione per i bolscevichi, convertì l'ultimo erede della famiglia reale russa, Aleksej Nicolaevič, Zarevic di Russia, un problematico e difficile "bambino vampiro" che divenne una sorta di fratello per Eric.

### Descrizione fisica
Sebbene la sua età non sia mai stata ben precisata, si dice che abbia più 1000 anni, ma dimostra l'aspetto di un uomo di circa trent'anni. Quando Sookie lo vede per la prima volta in Finché non cala il buio, lo descrive come un fusto dai tratti tipicamente nordici, pelle chiara e liscia, occhi azzurri, capelli biondi e lunghi, e mascella squadrata. Alto, spalle larghe e fisico muscoloso, Eric ricorda un antico vichingo. Quando Sookie lo vede nudo per la prima volta, ironicamente pensa che se si fosse tenuta una gara internazionale di natiche, Eric avrebbe "vinto a pieni voti, o a pieni glutei, e si sarebbe conquistato un trofeo molto, molto grande".

### Lavoro e posizione nella gerarchia
Eric è probabilmente il più potente e antico vampiro dell'Area 5, il territorio che comprende gran parte del nord della Louisiana. Eric è lo Sceriffo di questo settore e possiede un bar a Shreveport di nome Fangtasia, che funge da suo quartier generale. Egli gestisce il locale con la sua vice in comando Pam Ravenscroft, di cui è il creatore. Eric prende le sue responsabilità e il suo ruolo all'interno della gerarchia molto sul serio: nel sesto romanzo, Eric afferma di aver pagato una significativa multa per aver ucciso l'ex barista del Fangtasia, Long Shadow. Ciò dimostra che egli non ha nascosto il suo delitto, perché uccidere un altro vampiro è "una cosa seria".
Quando lo stato della Louisiana era nel caos, dopo il passaggio dell'uragano Katrina e dopo che la regina della Louisiana, superiore di Eric, è rimasta paralizzata dopo un'esplosione e successivamente uccisa dai vampiri del Nevada per ordine di Felipe de Castro, come ultimo sceriffo sopravvissuto della Louisiana, Eric promette la sua eterna fedeltà al nuovo regime, al fine di proteggere coloro che sono sotto di lui. Egli ha mantenuto il controllo della sua zona, quando gli altri sceriffi della Louisiana e un numero di loro seguaci sono stati tutti uccisi.

### Relazioni
Eric incontra per la prima volta Sookie quando lei si reca al Fangtasia per chiedergli il suo aiuto per scoprire il colpevole dei numerosi omicidi che si sono verificati a Bon Temps. Eric rimane subito affascinato da Sookie, soprattutto quando scopre le sue doti telepatiche. Da quel momento tra i due inizia un rapporto di amore/odio: Sookie non sopporta la sua arroganza, mentre Eric incomincia un sottile dualismo con Bill per l'attenzione di Sookie. Servendosi della telepatia della ragazza, lei ed Eric hanno vissuto molti momenti assieme; lui le ha salvato più volte la vita, si è finto gay per infiltrarsi in un'orgia, più volte sono andati vicini a baciarsi e una volta Sookie, per estrargli una pallottala dal petto, ha bevuto il suo sangue. Solo nel quarto romanzo i due hanno avuto un rapporto sessuale.
All'inizio del quarto romanzo, Morto per il mondo, Sookie trova Eric che vaga nudo per strada in stato confusionale; solo in seguito scopre che il vampiro ha perso la memoria a causa della maledizione di una strega. Per via dell'amnesia, Eric si dimostra completamente diverso e Sookie rimane attratta dalla sua vulnerabilità e sensibilità. I due vivono momenti dolci ed intensi, ma quando la maledizione viene sciolta Eric torna il presuntuoso di sempre, scordando ogni momento in cui era privo di memoria.
Dopo aver instaurato un legame di sangue con Sookie, con cui possono sentire reciprocamente le loro sensazioni, Eric inganna la ragazza, facendole recapitare un pacco che lei avrebbe dovuto consegnare a mano quella sera a Eric stesso in presenza di Victor Madden, rappresentante del Re Felipe de Castro. Una volta consegnato, Sookie scopre che contiene un coltello cerimoniale che viene utilizzato nelle cerimonie matrimoniali dei vampiri. Il rappresentante del Re rivela che l'atto del dare e ricevere il coltello significa che Eric e Sookie si sono impegnati l'uno all'altro. Eric giustifica il suo inganno con Sookie sostenendo che il Re del Nevada aveva il potere e il desiderio di portarla via con sé.
Nell'undicesimo romanzo Eric e Sookie instaurano una vera e propria relazione, e il vampiro ammette di vedere Sookie come la sua unica, vera e amata moglie.

## Adattamento televisivo

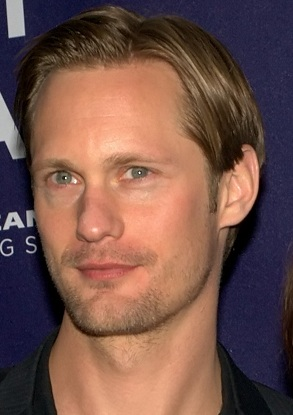
Alexander Skarsgård interprete di Eric Northman.

Nella serie televisiva della HBO True Blood, basata sui romanzi della Harris, Eric è interpretato dall'attore svedese Alexander Skarsgård. Nella serie televisiva il personaggio di Eric subisce vari cambiamenti rispetto ai romanzi.

### Prima stagione
Eric viene introdotto nella prima stagione nell'episodio Fuga dalla tana del drago, quando Sookie si reca al Fangtasia per indagare sulla morte di alcune ragazze. Eric viene presentato come un antico ed annoiato vampiro, che gestisce, assieme la sua vice Pam, un locale per vampiri. Eric è lo sceriffo dell'Area 5, la comunità vampirica del nord della Louisiana. Quando Sookie lo avvisa di un'imminente retata della polizia, Eric si rende conto dei poteri telepatici della ragazza, deciso a sfruttarli per i suoi fini. Nel corso della prima stagione Eric è un personaggio secondario che appare sporadicamente, come quando deve portare Bill al cospetto del Magister, dopo che ha ucciso Longshadow per difendere Sookie (nel romanzo è Eric ad uccidere Long Shadow, e non Bill). 

### Seconda stagione
Il personaggio acquista importanza dalla seconda stagione: nei primi episodi si scopre che è lui ad aver rapito e segregato Lafayette Reynolds, colpevole di aver spacciato il V (sangue di vampiro) senza il suo consenso. Dopo aver salvato la vita di Sookie, ferita a morte da una misteriosa creatura, e in cambio della libertà di Lafayette, Eric chiede a Sookie di andere in missione a Dallas e usare i suoi poteri per rintracciare il millenario vampiro Godric, nonché suo creatore (nei romanzi il suo creatore è Appio Livio Ocella), con cui condivide un profondo legame di fedeltà e di devozione. Nel corso della stagione dopo averlo rintracciato, Godric si suicida esponendosi ai raggi del sole, causando la disperazione di Eric.
Nelle prime due stagioni di True Blood, Eric non dimostra un vero e proprio interesse per Sookie, come nei primi romanzi. Solo a partire dagli ultimi episodi della seconda stagione manifesta dei sentimenti per Sookie, che aumentano maggiormente durante la terza.

### Terza stagione
Nella terza stagione, si svelano dettagli importanti del passato di Eric, che scopriamo essere stato, da umano, il figlio di un re vichingo. La sua intera famiglia umana fu sterminata da un branco di licantropi marchiati con un simbolo runico e guidati da una misteriosa figura incappucciata.
Eric scopre che i licantropi colpevoli dello sterminio dei suoi familiari sono gli stessi che hanno rapito Bill e che ora minacciano di fare lo stesso con Sookie: decide quindi di aiutare la ragazza a rintracciare Bill, che si trova in Mississippi nella reggia del monarca vampiro Russell Edgington. Quando Sookie è già partita, Eric incontra un secondo problema: il Magister, che ha scoperto i suoi traffici di V e che tiene in ostaggio Pam. Non potendo ammettere che è la regina Sophie Anne la mandante dei traffici, Eric giura che il colpevole è Bill e parte perciò per il Mississippi, sperando di risolvere la questione. Scoprirà invece che Russell Edgington, oltre ad essere colui che ha rapito Bill, è anche il capo dei licantropi, l'individuo cui per mille anni ha dato la caccia.
Eric gioca abilmente le sue carte, riuscendo a guadagnarsi la stima di Russell e convincendolo a risolvere il problema del Magister e a liberare Pam. Ma il desiderio di vendetta è troppo forte e Eric, rimasto solo con Talbot, l'amante vampiro di Russell, lo uccide. 
Infuriato, Russell giura vendetta, cui dà inizio trucidando un annunciatore televisivo in diretta. 
L'Authority contatta dunque Eric e gli impone di eliminare Russell.
Eric, messo alle strette, ordisce un ingegnoso piano che ha come protagonista involontaria Sookie e il suo sangue di fata. Convince Russell a bere da lei assieme a lui, garantendogli che il prezioso sangue di lei offre una protezione dal sole. Soltanto Eric sa, però, che la protezione dura solo pochi minuti. Entrambi finiscono moribondi sul parcheggio del Fangtasia, arsi dai raggi solari. È proprio Sookie a salvare Eric, pur essendo stata da lui quasi dissanguata, e gli dà il suo sangue per risanarlo. Lo stesso Eric, a seguito di una visione di Godric, rivede le sue posizioni su Russell e, invece di lasciarlo bruciare, lo sotterra sotto una colata di cemento.
Nella terza stagione il desiderio di Eric per Sookie si intensifica: lo vediamo infatti preoccuparsi per la sua incolumità salvandola dall'attacco di un licantropo  e fantasticare su di lei. Successivamente però la necessità di salvare Pam e il desiderio di vendetta hanno la meglio sui nascenti sentimenti per lei, il che però non impedisce a Eric di rubare a Sookie un bacio appassionato. È evidente che Eric è combattuto riguardo al piano che prevede di usarla come esca.
Alla fine della stagione, dopo che Bill ha tentato, senza successo, di ucciderlo a tradimento, Eric rivela a Sookie le vere ragioni per cui Bill è arrivato a BonTemps (per sedurla e condurla alla regina Sophie Anne) e lei, sconvolta, scaccia entrambi.

### Quarta stagione
Nella quarta stagione, Eric ha acquistato casa di Sookie, durante i circa tredici mesi in cui di lei non si avevano tracce. Mandato da Bill, che nel frattempo è succeduto a Sophie Anne diventando re della Louisiana, a stanare una congrega di streghe, finisce per essere colpito da un incantesimo e perde ogni memoria. Sookie lo trova seminudo e in stato confusionale sul ciglio della strada, e Pam le chiede di occuparsene e di tenerlo nascosto, soprattutto da Bill che potrebbe cogliere l'occasione per ucciderlo. Sookie, inizialmente contrariata, man mano si affeziona a questo Eric smemorato, ingenuo e dolce come un bambino; tra i due scoppia finalmente la passione, e si scambiano il sangue formando una sorta di legame di sangue (blood bond) che li collega emotivamente. Eric, attraverso Sookie, scopre emozioni e sensazioni del tutto umane.
Ma la strega Marnie, artefice dell'amnesia, compie un altro incantesimo e lo priva di ogni volontà, usandolo come burattino per seminare il panico fra i vampiri e gli umani. È proprio Sookie, in un moto di disperazione, a infrangere gli incantesimi, restituendo a Eric sia il controllo di se stesso che la memoria. Con Eric tornato se stesso, Sookie è confusa e spaventata, anche dal fatto che i sentimenti per Bill paiono essersi reintensificati dopo uno scambio di sangue. Decide dunque di chiudere i rapporti con entrambi i vampiri, con grande disappunto di Eric. Eric inoltre ha un grave diverbio con Pam, che durante lo scontro con la strega ha sparato contro il negozio di magia, rischiando di fare del male a Sookie. Infine, sconfitta Marnie, Bill ed Eric ricevono la visita di Nan Flanagan la quale minaccia di mandarli a morte e inizia a fare domande su Sookie; di comune accordo, Bill ed Eric la trucidano.

## Romanzi in cui compare Eric Northman
- Finché non cala il buio (Dead Until Dark) (2001) ISBN 0-441-00853-4
- Morti viventi (Living Dead in Dallas) (2002) ISBN 0-441-00923-9
- Il club dei morti (Club Dead) (2003) ISBN 0-441-01051-2
- Morto per il mondo (Dead to the World) (2004) ISBN 0-441-01167-5
- Morto stecchito (Dead as a Doornail) (2005) ISBN 0-441-01279-5
- Decisamente morto (Definitely Dead) (2006) ISBN 0-441-01400-3
- Morti tutti insieme (All Together Dead) (2007) ISBN 0-441-01494-1
- Di morto in peggio (From Dead to Worse) (2008) ISBN 978-0-441-01589-4
- Morto e spacciato (Dead and Gone) (2009) ISBN 0-441-01715-0
- Morto in famiglia (Dead in the Family) (2010) ISBN 978-0441018642
- Resa dei conti mortale (Dead Reckoning) (2011) ISBN 978-88-6530-166-1

## Altri media
- Alexander Skarsgård, per la sua interpretazione di Eric, ha vinto un Scream Awards 2009 come "Best Villain" (miglior cattivo).